# Історія євреїв у Білій Церкві

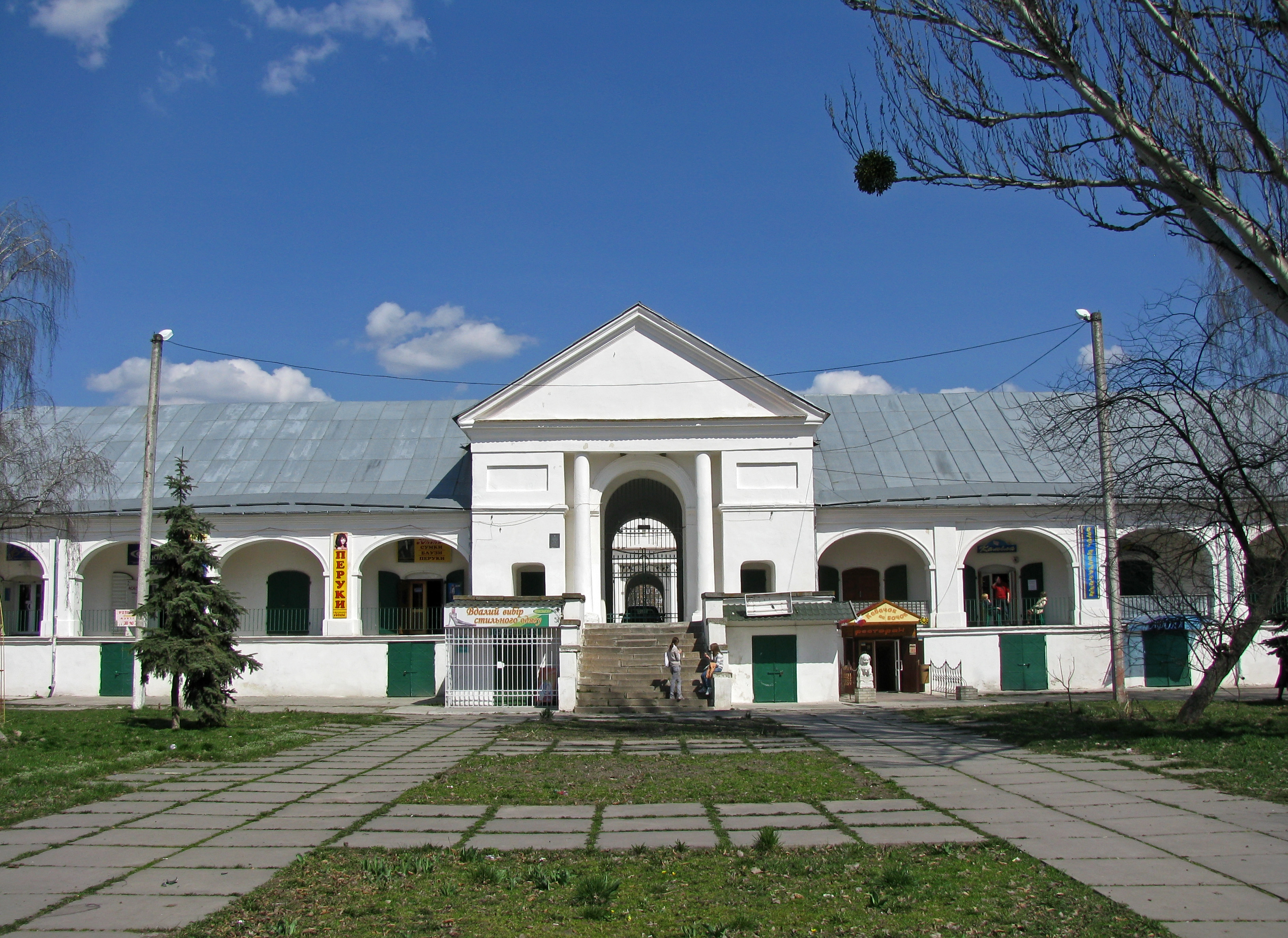
Торгові ряди (БРУМ) на Торговій площі, від якої розгалужуються центральні вулиці міста

Євреї у Білій Церкві оселилися ще у XVI столітті. Це були переважно дрібні торгівці. У 1648 році значна частина єврейської громади міста була винищена або вигнана козаками Хмельницького.
Згодом єврейська спільнота Білої Церкви поступово відновила своє існування.
Порятунком для місцевої економіки стало укладання у 1806 році Браніцькими (тодішніми власниками містечка) договору з єврейською общиною, якій дали дозвіл на поселення і будівництво у місті. Саме Браницькі легалізували їх перебування у місті і навіть побудували для євреїв в центрі міста Торгові ряди на 85 крамниць.
Євреї пожвавили торговельне і ремісницьке життя Білої Церкви. Вона стала важливим транспортним вузлом, через який проходили численні урядові, військові, поштові естафети і купецькі каравани.
Центром єврейського життя міста стала Торгова площа з Торговими рядами. Навколо площі у XIX та на початку XX століть виріс цілий єврейський квартал.
Браницькі здавали Торгові ряди, як і землі навколо Торгової площі та на ближчих вулицях, в оренду. Крім того, з єврейською громадою власники міста вели фінансові справи (часто у значних масштабах). Єврейська громада Білої Церкви зростала. На кінець XIX століття в місті мешкало 18720 євреїв (52,9% від усього населення міста). На початку XX століття кількість євреїв ще збільшилась. Згодом почався зворотний процес: погроми під час Громадянської війни та майже повне знищення під час Голокосту.

Будівля колишньої Великої синагоги (зараз корпус Технолого-економічного коледжу БНАУ)

За переписом населення 1989 року в Білій Церкві мешкали 3823 євреї. А згідно із переписом 2001 року їх у місті залишилося лише 150. Але спадок євреї залишили Білій Церкві досить значний: це і будівлі синагог, і житлові будинки, і крамниці, і школи, і лікарні. До 1941 року єврейське містечко було значно багатшим архітектурно і гармонічнішим, але нещадні бомбардування міста під час Другої світової війни позбавили Білу Церкву більшої частини будівель.
На Торговій площі розташований великий єврейський готель, який звели у XIX столітті. Навряд чи це той «білоцерківський жидівський трактир», про який писав Тарас Шевченко в «Путешествии с удовольствием и не без морали». Нині тут знаходяться кілька установ, та житлова частина.
Навколо Торгової площі збереглося немало споруд, таблички на яких свідчать про те, що це пам'ятки архітектури, колишні житлові будинки. Хоча деякі з них за своєю архітектурою і декором нагадують синагоги.